# Abreus
Abreus es un municipio y ciudad de la provincia cubana de Cienfuegos. El municipio está subdividido en barrios o zonas, contando con un total de 564 kilómetros cuadrados. El municipio se fundó en 1840.

## Demografía
En el año 2017 Abreus contaba con 30 894 habitantes. La densidad de población era por tanto de 53.8 habitantes por kilómetro cuadrado.